# مناحة (اسم)
مناحة هو اسم علم مؤنث من أصل عربي، ومعناه هو جاء على صيغة اسم الفاعل، وهوالمتفوق في علومهومعارفه.

## وصلات خارجية
- موسوعة السلطان قابوس لأسماء العرب